# Nam-myeon, Buyeo-gun
Nam-myeon (koreanska: 남면) är en socken i kommunen Buyeo-gun i provinsen Södra Chungcheong i Sydkorea, 150 km söder om huvudstaden Seoul.